# Glaciares da Islândia

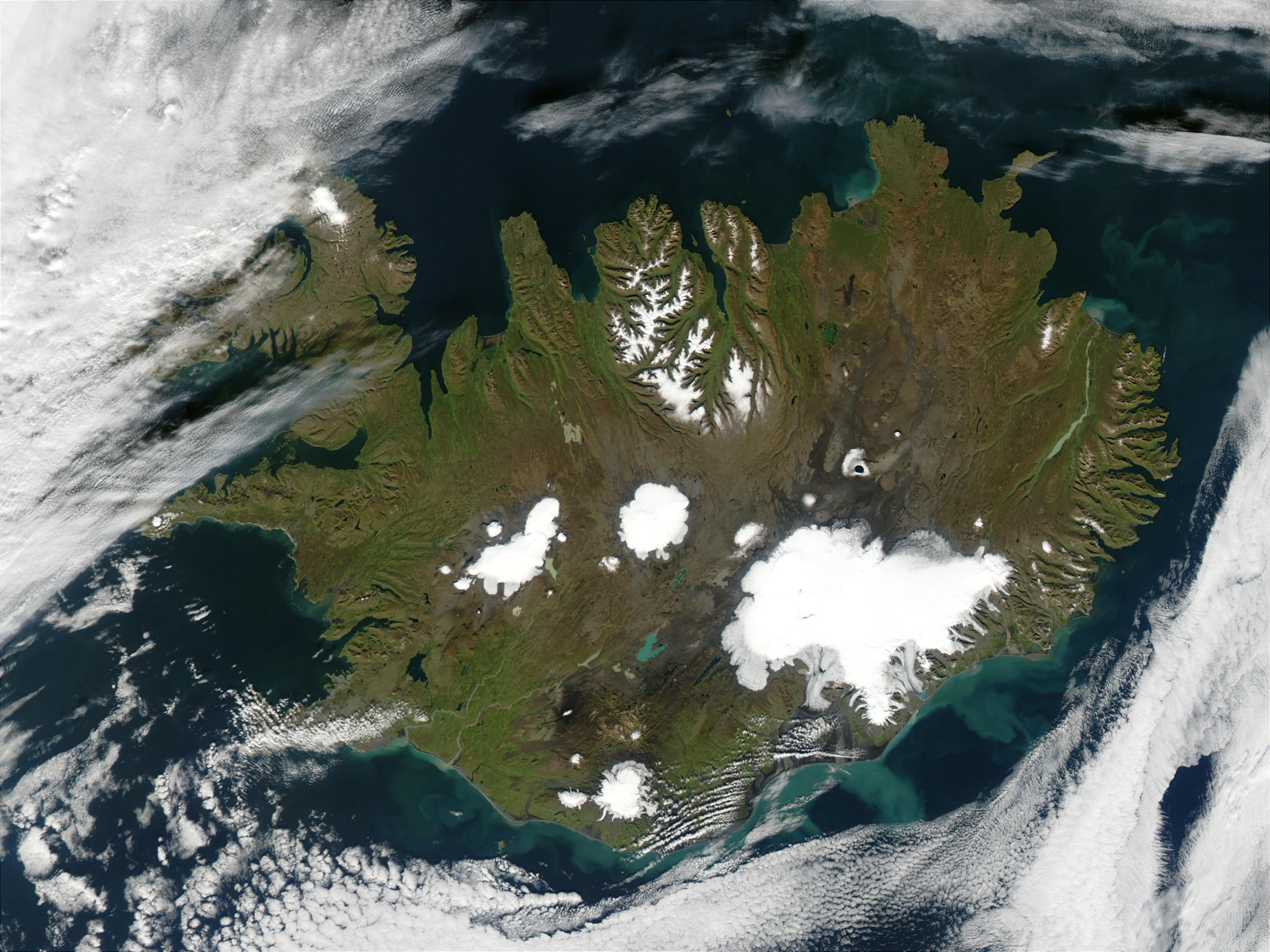
Imagem de satélite da Islândia

Cerca de 11% da Islândia (11 922 km² de 103 000 km²) está coberta por glaciares – também designados por geleiras na língua portuguesa.

Muitas destas calotas de gelo estão por cima de vulcões, como é o caso de Vatnajökull, cobrindo Grímsvötn e Bárðarbunga.

O termo islandês para glaciar/geleira é jökull.

## Os maiores glaciares, por superfície
|    | Glaciar           | Superfície km² | Altitude m |
| -- | ----------------- | -------------- | ---------- |
| 1  | Vatnajökull       | 8 300          | 2 109,6    |
| 2  | Langjökull        | 953            | 1 360      |
| 3  | Hofsjökull        | 925            | 1 765      |
| 4  | Mýrdalsjökull     | 596            | 1 493      |
| 5  | Drangajökull      | 160            | 925        |
| 6  | Eyjafjallajökull  | 78             | 1 666      |
| 7  | Tungnafellsjökull | 48             | 1 535      |
| 8  | Þórisjökull       | 32             | 1 350      |
| 9  | Eiríksjökull      | 22             | 1 672      |
| 10 | Þrándarjökull     | 22             | 1 236      |
| 11 | Tindfjallajökull  | 19             | 1 462      |
| 12 | Torfajökull       | 15             | 1 190      |
| 13 | Snæfellsjökull    | 11             | 1 446      |

Fonte
- «Icelandic Statistics» (em inglês). National Land Survey of Iceland. Consultado em 10 de setembro de 2015